# Cerexhe-Heuseux
Cerexhe-Heuseux (Waals: Cerexhe-Heuzeu) is deelgemeente in de Belgische provincie Luik en een deelgemeente van Soumagne. Heuseux ligt iets ten noordwesten van Cerexhe. Tot 1 januari 1977 was het een zelfstandige gemeente.

## Geschiedenis
Cerexhe-Heuseux was een heerlijkheid die eigendom was van het Sint-Pieterskapittel te Luik. De familie De Fléron trad op als voogd. Sedert 1286 trad de Hertog van Brabant op als voogd. In de loop van de 14e en 15e eeuw eiste de Hertog meermaals het eigendom van de voogdij op en in de 17e eeuw werd de voogdij door het Sint-Pieterskapittel weer vrijgekocht.
De bevolking leefde voornamelijk van de landbouw, maar in de 18e en het begin van de 19e eeuw kenden de dorpen ook linnennijverheid. In de 18e eeuw werd er ook op kleine schaal steenkool en zand gewonnen. Daarnaast ontstonden spijkersmeden en andere typen smederij. Gedurende de 19e eeuw ontwikkelden deze zich tot wapensmeden, maar hier kwam met de Eerste Wereldoorlog een einde aan.
De parochie bestond wellicht al vóór de 11e eeuw. Het patronaatsrecht en het tiendrecht berustten bij het Sint-Pieterskapittel.

## Demografische ontwikkeling
- Bronnen:NIS, Opm:1831 tot en met 1970=volkstellingen, 1976= inwoneraantal op 31 december

## Bezienswaardigheden
- De Sint-Andreaskerk te Cerexhe

Deelgemeenten: Ayeneux · Cerexhe-Heuseux · Évegnée-Tignée · Melen · Micheroux

Overige plaatsen: Évegnée · Heuseux · Maireux · Rafhay · Sonkeu · Tignée

Belgische gemeenten · arrondissement Luik · provincie Luik · Wallonië